# Saab EV-1
Saab EV-1 (ang. Experimental Vehicle One, pol. samochód eksperymentalny jeden) – samochód koncepcyjny szwedzkiej marki Saab zaprezentowany w 1985 roku podczas targów motoryzacyjnych we Frankfurcie. Samochód powstał w jednym egzemplarzu.

## Historia i opis modelu

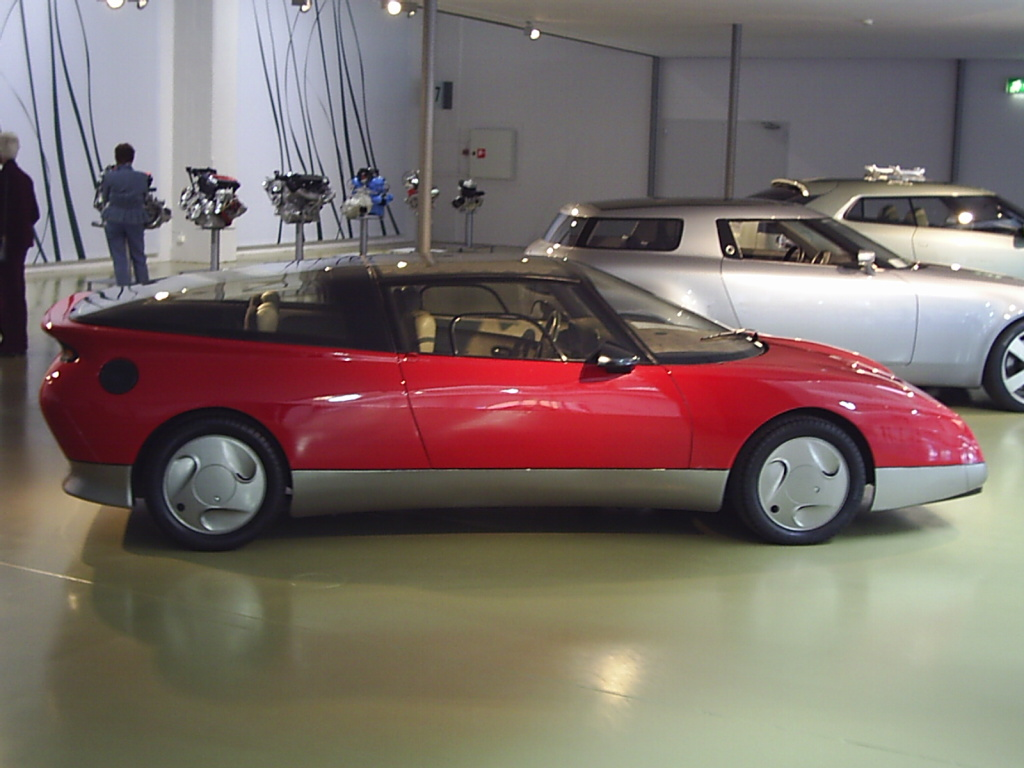
Bok pojazdu

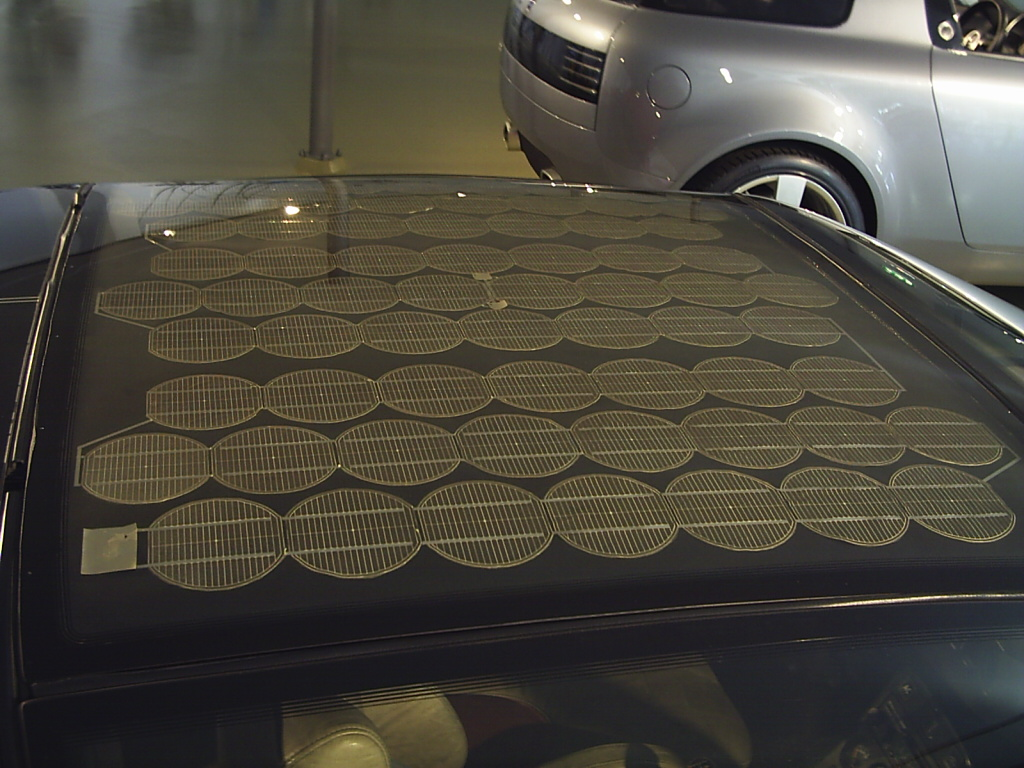
Dach solarny

Auto zostało zbudowane na bazie modelu 900 wyposażonego w zmodernizowany silnik o pojemności 2.0 i mocy 285 KM. Samochód posiadał szereg nowinek technicznych: dach solarny, prędkościomierz wyskalowany do 300 km/h podświetlany tylko z prędkością z jaką porusza się auto. System ten udoskonalany znalazł swojego zastosowanie jako system Night Panel w nowszych modelach marki (począwszy od 900 NG). 
Słupki pojazdu zbudowano tak, aby z daleka były praktycznie niewidoczne dzięki czemu wydawało się, że kokpit samochodu wykonany ze szkła rozpoczyna się od linii drzwi a kończy na dachu na którym zainstalowano ogniwa słoneczne, które zasilały system wentylacji podczas postoju pojazdu. Do budowy karoserii zastosowano wzmacniane aramidami (Kevlar i Tawron) tworzywo sztuczne, które w przypadku niewielkiej stłuczki powracało do oryginalnego stanu. Panele drzwiowe wzmocnione były włóknem węglowym. We wnętrzu pojazdu umieszczono cztery fotele z Chevroleta Corvette. 
Gdyby auto weszło do seryjnej produkcji dzięki 2.0 litrowej turbodoładowanej jednostce rozwijającej ponad 280 KM byłoby jednym z najmocniejszych i najszybszych samochodów na przednią oś na świecie do dzisiaj.

### Silnik[1]
| Model              | Pojemność skokowa [cm³] | Typ silnika        | Rodzaj silnika     | Moc maksymalna [KM] (kW) przy obr./min | Maks. moment obrotowy [Nm] przy obr./min | Przyspieszenie 0-100 km/h [s] | Prędkość maks. [km/h] | Średnie spalanie [l/100 km] |                    |
| Silniki benzynowe: | Silniki benzynowe:      | Silniki benzynowe: | Silniki benzynowe: | Silniki benzynowe:                     | Silniki benzynowe:                       | Silniki benzynowe:            | Silniki benzynowe:    | Silniki benzynowe:          | Silniki benzynowe: |
| ------------------ | ----------------------- | ------------------ | ------------------ | -------------------------------------- | ---------------------------------------- | ----------------------------- | --------------------- | --------------------------- | ------------------ |
| 2.0 16V            | 1985                    | R4 DOHC            | Turbodoładowany    | 285 (210)/6500                         | 334/3500                                 | 5,9                           | 270                   | 12                          |                    |

### Ekranizacje
- Samochód pojawił się w jednej scenie filmu Powrót do przyszłości II[1]